# Шарлевіль-Мезьєр (округ)
Округ Шарлевіль-Мезьєр (фр. Arrondissement de Charleville-Mézières) — округ у Франції, в департаменті Арденни. 2023 року округ об'єднував 157 муніципалітетів, населення становило 154 470 осіб.
Адміністративний центр (супрефектура) — Шарлевіль-Мезьєр.

## Муніципалітети
Список муніципалітетів округу та їхні коди INSEE:
1. Ам-ле-Муан (08206)
2. Ам-сюр-Мез (08207)
3. Аннапп (08208)
4. Аннонь-Сен-Мартен (08209)
5. Антені (08015)
6. Аншам (08011)
7. Арні (08214)
8. Арре (08022)
9. Арсі (08212)
10. Ауст (08016)
11. Баалон (08041)
12. Барбез (08047)
13. Бельваль (08058)
14. Бланшфосс-е-Бе (08069)
15. Бломбе (08071)
16. Боньї-сюр-Мез (08081)
17. Боссю-ле-Рюміньї (08073)
18. Броньон (08087)
19. Бувельмон (08080)
20. Бульзікур (08076)
21. Бур-Фідель (08078)
22. Вандресс (08469)
23. Варк (08497)
24. Варнекур (08498)
25. Вів'єр-о-Кур (08488)
26. Віллер-ле-Тієль (08478)
27. Віллер-Семез (08480)
28. Віллер-сюр-ле-Мон (08482)
29. Віль-сюр-Люм (08483)
30. Віре-Вальран (08487)
31. Віре-Молен (08486)
32. Во-Віллен (08468)
33. Вринь-Мез (08492)
34. Ге-д'Оссю (08202)
35. Гіньїкур-сюр-Ванс (08203)
36. Грюєр (08201)
37. Дамузі (08137)
38. Девіль (08139)
39. Дом-ле-Меній (08140)
40. Доммері (08141)
41. Еб (08222)
42. Евіньї (08160)
43. Еглемон (08003)
44. Естребе (08154)
45. Еталь (08155)
46. Етеньєр (08156)
47. Етрепіньї (08158)
48. Єрж (08226)
49. Жанден (08236)
50. Жернель (08187)
51. Жеспенсар (08188)
52. Живе (08190)
53. Жирондель (08189)
54. Жуаньї-сюр-Мез (08237)
55. Іверномон (08503)
56. Іссанкур-е-Рюмель (08235)
57. Клаві-Варбі (08124)
58. Клірон (08125)
59. Ла-Гранвіль (08199)
60. Ла-Невіль-о-Жут (08318)
61. Ла-Орнь (08228)
62. Ла-Фере (08167)
63. Ла-Франшвіль (08180)
64. Лаваль-Морансі (08249)
65. Лалобб (08243)
66. Ландришам (08247)
67. Ле-Мазюр (08284)
68. Ле-От-Рив'єр (08218)
69. Ле-Фреті (08182)
70. Ле-Шатле-сюр-Сормонн (08110)
71. Лез-Ейвель (08040)
72. Лепрон-ле-Валле (08251)
73. Лефур (08242)
74. Л'Ешель (08149)
75. Ліар (08254)
76. Лонні (08260)
77. Лонуа-сюр-Ванс (08248)
78. Лоньї-Боньї (08257)
79. Люм (08263)
80. Мазерні (08283)
81. Маранве (08272)
82. Марбі (08273)
83. Марлемон (08277)
84. Мобер-Фонтен (08282)
85. Мондіньї (08295)
86. Монкорне (08297)
87. Монсі-Нотр-Дам (08298)
88. Монтерме (08302)
89. Монтіньї-сюр-Мез (08304)
90. Монтіньї-сюр-Ванс (08305)
91. Мюртен-е-Боньї (08312)
92. Невіль-ле-Ті (08322)
93. Невіль-лез-Больє (08319)
94. Нефманій (08316)
95. Нефмезон (08315)
96. Нувіон-сюр-Мез (08327)
97. Нузонвіль (08328)
98. Обіньї-ле-Поте (08026)
99. Обрив (08028)
100. Овілле-ле-Форж (08037)
101. Одресі (08216)
102. Ож (08030)
103. Ольме (08217)
104. Омікур (08334)
105. Омон (08335)
106. Пре (08344)
107. Прі-ле-Мезьєр (08346)
108. Пуа-Террон (08341)
109. Раїкур (08352)
110. Ранве (08361)
111. Рансенн (08353)
112. Ревен (08363)
113. Ремії-ле-Поте (08358)
114. Реніове (08355)
115. Римонь (08365)
116. Рокруа (08367)
117. Рувруа-сюр-Одрі (08370)
118. Рюміньї (08373)
119. Сапонь-е-Фешер (08400)
120. Севіньї-ла-Форе (08417)
121. Сен-Лоран (08385)
122. Сен-Марсо (08388)
123. Сен-Марсель (08389)
124. Сен-П'єрр-сюр-Ванс (08395)
125. Сенглі (08422)
126. Серніон (08094)
127. Сешеваль (08408)
128. Сіньї-л'Аббе (08419)
129. Сіньї-ле-Петі (08420)
130. Сормонн (08429)
131. Сюрі (08432)
132. Таєтт (08436)
133. Тарзі (08440)
134. Тен-ле-Мутьє (08449)
135. Ті (08450)
136. Тіле (08448)
137. Трамблуа-ле-Рокруа (08460)
138. Туліньї (08454)
139. Турн (08457)
140. Турнаво (08456)
141. Ульдізі (08230)
142. Фаньон (08162)
143. Фепен (08166)
144. Флень-Аві (08169)
145. Фліз (08173)
146. Фліньї (08172)
147. Фромеленн (08183)
148. Фуаш (08175)
149. Фюме (08185)
150. Шаландрі-Елер (08096)
151. Шампіньєль-сюр-Ванс (08099)
152. Шамплен (08100)
153. Шаньї (08095)
154. Шарлевіль-Мезьєр (08105)
155. Шарнуа (08106)
156. Шиї (08121)
157. Шоо (08122)